# Tausonia
Tausonia Babeva – rodzaj mikroskopijnych grzybów podstawkowych z klasy Tremellomycetes.

## Charakterystyka
Gatunki należące do grupy drożdży podstawkowych będących grzybami dymorficznymi, tzn. występującymi zarówno w formie strzępkowej, jak i drożdżowej. Nie tworzą owocników, znane są tylko w postaci bezpłciowej (anamorfa). Kolonie mogą być pigmentowane i różowawe. Strzępki rozpadają się na artrokonidia. Sporadycznie wytwarzane są chlamydospory, tworzone są także blastospory. Brak fermentacji. Do odżywiania się wykorzystywane są azotany i azotyny.

## Systematyka i nazewnictwo
Pozycja w klasyfikacji według Index Fungorum: Mrakiaceae, Cystofilobasidiales, Tremellomycetidae, Tremellomycetes, Agaricomycotina, Basidiomycota, Fungi.
W 1890 r. Gustav Behrend utworzył takson o nazwie Trichosporon, do którego zaliczył Trichosporon ovoides – drożdżopodobny gatunek grzyba powodujący grzybice włosów. Później opisano około 100 gatunków tego rodzaju. Wraz z pojawieniem się sekwencjonowania DNA okazało się, że wiele z tych gatunków należy do innych rodzajów. Jednym z nich jest Tausonia. W oparciu o badania z zakresu biologii molekularnej i sekwencjonowania DNA utworzyła go w 1998 r. I.P. Babeva.
Gatunki:
- Tausonia pamirica Babeva 1998
- Tausonia pullulans (Lindner) Xin Zhan Liu, F.Y. Bai, M. Groenew. & Boekhout 2015
- Tausonia rosea A.V. Kachalkin 2019

Wykaz gatunków i nazwy naukowe według Index Fungorum.
W Polsce występuje Tausonia pullulans (gatunek podany pod nazwą Trichosporon pullulans).